# Dionne Brand

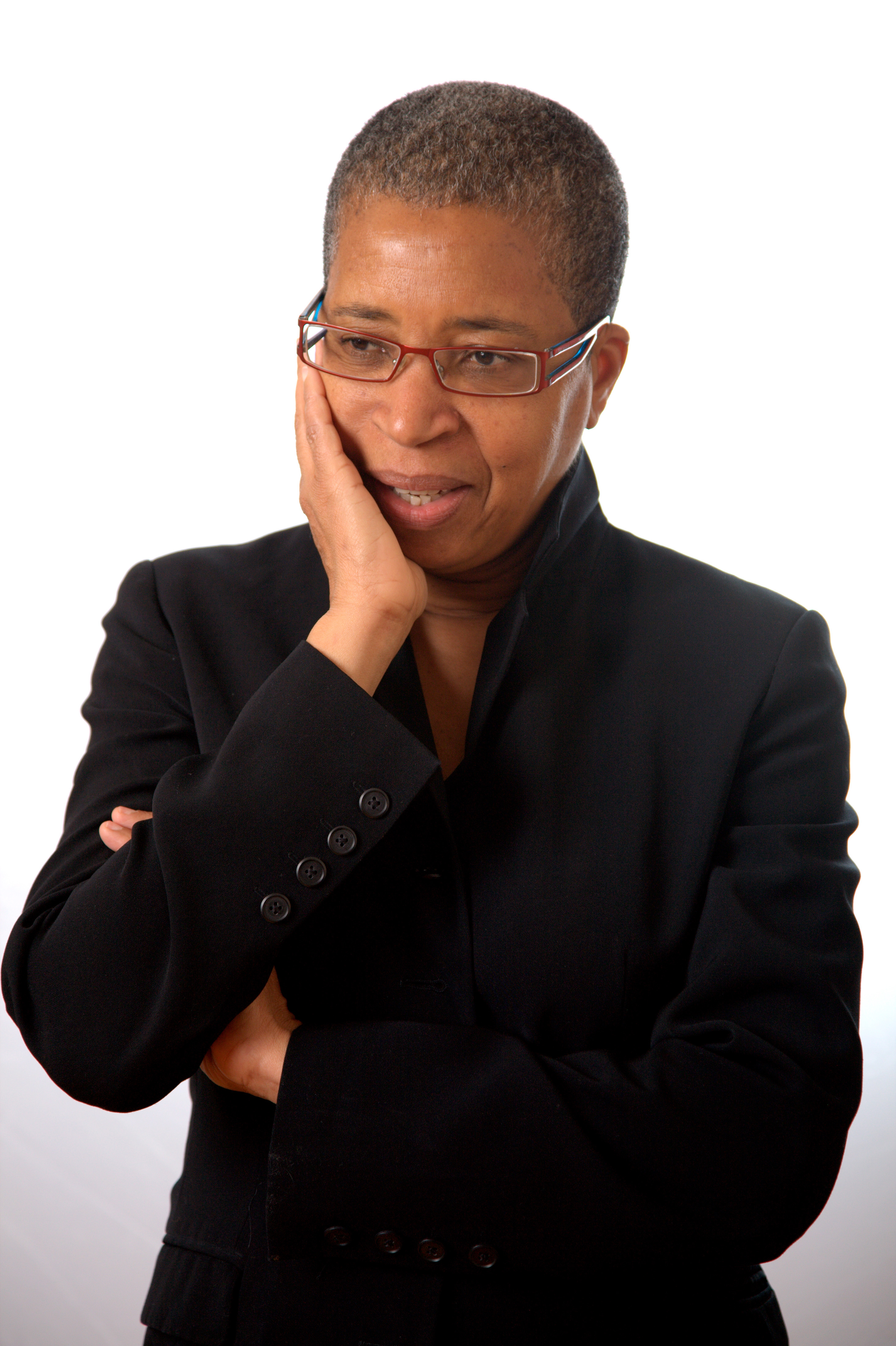
Dionne Brand, 2009

Dionne Brand (* 7. Januar 1953 in Guayaguayare, Trinidad und Tobago) ist eine kanadische Schriftstellerin.

## Leben
Brand kam 1970 nach Kanada, um an der University of Toronto Englisch und Philosophie zu studieren. Sie setzt sich für die Rechte von Minderheiten, besonders von schwarzen Frauen, ein. Neben ihrer schriftstellerischen Tätigkeit als Lyrikerin und Verfasserin von Kurzgeschichten schreibt sie auch Sachbücher und macht Dokumentarfilme.
Brand unterrichtete an verschiedenen Universitäten. Besonders in den 1970er und 1980er Jahren arbeitete sie gesellschaftspolitisch in verschiedenen Institutionen für die Rechte von schwarzen Frauen in Kanada und anderswo, in Gewerkschaften und Anti-Rassismus-Verbänden. 1983 unterstützte sie die Revolution auf der Karibikinsel Grenada, von wo sie nach der amerikanischen Invasion evakuiert werden musste. 1991 bereiste sie Europa und Südafrika, wo sie Nelson Mandela unterstützte.
Sie wurde in die Anthologie Daughters of Africa aufgenommen, die 1992 von Margaret Busby in London und New York herausgegeben wurde.
1997 erhielt sie einen der Governor General’s Awards, nämlich "for Poetry", und den Trillium Book Award, 2006 den Toronto Book Award für What We All Long For sowie 2011 den Griffin Poetry Prize (für Ossuaries). 2006 wurde sie zum Mitglied der Royal Society of Canada ernannt und 2009 als „Poet Laureate of Toronto“ ausgezeichnet. 2019 erhielt sie für Theory erneut einen Toronto Book Award. 2021 wurde Brand ein Windham–Campbell Literature Prize in der Kategorie „Fiction“ zuerkannt.
Brand lebt in der Nähe von Toronto. Seit 2011 ist sie Forschungsprofessorin für Englisch und Theater an der Universität Guelph, knapp 100 km entfernt.
In deutscher Sprache gibt es zwei Übersetzungen ihrer Werke.

## What We All Long For
Vietnam-Krieg, 1970. Es ist Nacht. Ein Ehepaar versucht, mit dem 6-jährigen Sohn Quy aus dem Land zu fliehen. Als sie das Boot erreichen, ist der Junge verschwunden. Sie müssen ohne ihn aufbrechen, es geht nach Kanada.
Toronto im Jahr 2002. Carla, Jackie, Oku und Tuyen sind jung, miteinander befreundet und sie genießen das Großstadtleben. Sie alle sind in Toronto geboren, genannt „Einwanderer der zweiten Generation“. Carla arbeitet als Fahrradkurierin. Noch immer hat sie den Selbstmord ihrer Mutter nicht verwunden, den sie vor 18 Jahren mit ansehen musste. Sie kümmert sich um ihren jüngeren Bruder, der sich im Kleinkriminellenmilieu bewegt. Jackie besitzt einen Second-Hand-Laden und will sich vor allem nicht in Emotionen verlieren. Oku ist ein Poet, unglücklich verliebt in Jackie. Er wagt seinem ehrgeizigen Vater nicht zu gestehen, dass er längst nicht mehr studiert. Tuyen ist Künstlerin und die Schwester des in Vietnam verlorenen Quy, den sie nie kennen gelernt hat. Noch heute vergeht kein Tag, an dem ihre Eltern nicht verzweifelt versuchen, den Sohn zu finden.
Während die vier jungen Leute zusammen die Stadt erobern, reden, Ausstellungen konzipieren und ein ganz normales urbanes Leben führen, hat Quy in der thailändischen Unterwelt als Krimineller überlebt. Schließlich, nach über 30 Jahren, kommt er nach Toronto. Doch kurz bevor er seine Familie treffen wird, kommt es zu einem dramatischen Ereignis. Im ganzen gesehen, ein kosmopolitischer Roman über Identität, Verlangen und Verlust.

## Politische Einstellungen
Im Oktober 2024 gehörte Brand zu den Unterzeichnern eines Aufrufs zum Boykott israelischer Kulturinstitutionen, „die an der überwältigenden Unterdrückung der Palästinenser mitschuldig sind oder diese stillschweigend beobachtet haben“.

## Werke
- Fore Day Morning, 1978
- Earth Magic, 1979
- Primitive Offensive, 1982
- Winter Epigrams, 1983
- Chronicles of the Hostile Sun, 1984
- Rivers Have Sources, Trees Have Roots: Speaking of Racism, 1986
- Sans Souci and Other Stories. Erzählungen. Williams-Wallace, 1988; darin: No rinsed blue sky, no red flower fences.
  - Übers. der Einzelerz. Karin Simon: Kein klarblauer Himmel, kein Zaun aus roten Blumen, in Frauen in Kanada. Erzählungen und Gedichte. dtv 1993, S. 219–229
- No Language is Neutral, 1990
- No Burden to Carry. Narratives of Black Working Women in Ontario, 1920s - 1950s, 1991
- Bread Out of Stone, 1994
- In Another Place, Not Here, Erzählung 1996
- Land to Light On, Gedichte 1997
- At the Full and Change of the Moon, Erzählung 1999
- Map to the Door of No Return: Notes to Belonging, 2001
- thirsty, 2002
- What We All Long For. Erzählung. 2004
  - Übers. Matthias Müller: Wonach sich alle sehnen. Roman. Atrium, Zürich 2007 ISBN 9783855350407
- Les désirs de la ville. L’instant même, Montréal 2011
- Love Enough. 2014
- Salvage: Readings From the Wreck. 2024

Filme
- Listening for Something - Adrienne Rich and Dionne Brand in Conversation
- Long Time Comin’
- Sisters in the Struggle
- Older, Stronger, Wiser

## Notizen
1. ↑  Siehe Sebastian Domsch (Hrsg.): Kanadische Gegenwartsliteratur. München 2020, ISBN 978-3-96707-407-9, S. 210.
2. ↑  Dionne Brand auf windhamcampbell.org, abgerufen am 22. März 2021.
3. ↑  Alexandra Alter: Authors Call for a Boycott of Israeli Cultural Institutions. In: nytimes.com. The New York Times Company, 31. Oktober 2024, abgerufen am 1. November 2024 (englisch).
4. ↑  Dan Sheehan: Hundreds of Authors Pledge to Boycott Israeli Cultural Institutions. In: Literary Hub. 28. Oktober 2024, abgerufen am 1. November 2024 (amerikanisches Englisch).
5. ↑  Mit einer Karte Torontos, welche die wichtigsten täglichen Wege und Aufenthaltsorte der Hauptpersonen darstellt.

| Personendaten    | Personendaten                                      |
| ---------------- | -------------------------------------------------- |
| NAME             | Brand, Dionne                                      |
| KURZBESCHREIBUNG | kanadische Schriftstellerin und Dokumentarfilmerin |
| GEBURTSDATUM     | 7. Januar 1953                                     |
| GEBURTSORT       | Trinidad                                           |